# いすみ警察署
いすみ警察署（いすみけいさつしょ）は、千葉県警察が管轄する警察署の一つである。千葉県いすみ市大原8312番地4にある。

## 管轄区域
- いすみ市
- 夷隅郡御宿町

## 庁舎概要
いすみ警察署庁舎
- 竣工年 : 1983年
- 延床面積 : 1,560m²
- 構造/規模 : RC造、地上4階

## 沿革
- 1877年（明治10年）：大多喜警察署中魚落郷分署として発足
- 1951年（昭和26年）：大原地区警察署と改称
- 1954年（昭和29年）：大原警察署と改称
- 2005年（平成17年）：いすみ警察署に改称

## 交番

### いすみ市
- 大原駅前交番（いすみ市大原8783番地）

## 駐在所

### いすみ市
- 東駐在所（いすみ市佐室343番地6）
- 太東駐在所（いすみ市岬町椎木1412番地2）
- 長者駐在所（いすみ市岬町長者160番地）
- 東海駐在所（いすみ市若山238番地1）
- 中滝駐在所（いすみ市岬町中滝954番地1）
- 国吉駐在所（いすみ市弥正94番地1）
- 千町駐在所（いすみ市松丸2823番地4）
- 浪花駐在所（いすみ市小沢531番地1）
- 中川駐在所（いすみ市行川730番地1）
- 古沢駐在所（いすみ市岬町桑田969番地2）

### 御宿町
- 御宿駅前駐在所（夷隅郡御宿町須賀160番地3）
- 御宿海岸駐在所（夷隅郡御宿町六軒町488番地30）
- 布施駐在所（夷隅郡御宿町上布施860番地3）